# McRae Williams
McRae Williams (Salt Lake City, 23 de octubre de 1990) es un deportista estadounidense que compite en esquí acrobático.
Ganó una medalla de oro en el Campeonato Mundial de Esquí Acrobático de 2017, en la prueba de slopestyle. Adicionalmente, consiguió tres medallas en los X Games de Invierno.

## Medallero internacional
| Campeonato Mundial | Campeonato Mundial     | Campeonato Mundial | Campeonato Mundial |
| Año                | Lugar                  | Medalla            | Prueba             |
| ------------------ | ---------------------- | ------------------ | ------------------ |
| 2017               | Sierra Nevada (España) | Medalla de oro     | Slopestyle         |

| X Games de Invierno | X Games de Invierno    | X Games de Invierno | X Games de Invierno |
| Año                 | Lugar                  | Medalla             | Prueba              |
| ------------------- | ---------------------- | ------------------- | ------------------- |
| 2013                | Tignes (Francia)       | Medalla de oro      | Slopestyle          |
| 2014                | Aspen (Estados Unidos) | Medalla de plata    | Slopestyle          |
| 2017                | Aspen (Estados Unidos) | Medalla de plata    | Slopestyle          |